# (17712) Fatherwilliam
(17712) Fatherwilliam (1997 WK7) – planetoida z pasa głównego asteroid okrążająca Słońce w ciągu 3,42 lat w średniej odległości 2,27 j.a. Odkryta 19 listopada 1997 roku.